# Virtus Rosarno
L' ASD Virtus Rosarno, è una società calcistica italiana che milita nella Eccellenza, con sede nella città di Rosarno.

## Storia
La Rosarnese è stata una delle squadre più rilevanti nel panorama del calcio dilettantistico calabrese; a cavallo fra gli anni ottanta e gli anni novanta vanta sette stagioni consecutive disputate nella quarta serie, la retrocessione del 1994 in Eccellenza è il preludio del primo dei tanti fallimenti della squadra amaranto.
Dal 2000 al 2007 la Rosarnese vince sei dei sette campionati disputati (tre di Promozione e tre di Eccellenza) intervallati però dal fallimento del 2002 e dalla cessione del proprio titolo sportivo avvenuta nel 2005; dopo averla conquistata più volte sul campo la Rosarnese riuscì a giocare finalmente in Serie D solo nella stagione 2007-2008.
Il terzo posto nel girone I del campionato di Serie D 2009-10 è il miglior risultato di sempre della squadra amaranto (poi sconfitta in casa nel primo turno dei play-off dalla Vigor Lamezia) ma al termine dello stesso la Rosarnese cede il titolo sportivo al Cittanova Interpiana, nel 2011 viene fondata la Polisportiva Nuova Rosarnese, iscritta in Prima Categoria.
Nell'estate 2015 la Pol. Nuova Rosarnese rinuncia all'iscrizione in Prima Categoria, terminando la propria attività. Nel frattempo, un gruppo di imprenditori di Rosarno acquisisce il titolo dell'U.S.D. Rizziconi Calcio, sodalizio militante nel campionato di Promozione. Tuttavia, a causa del ritardo nel presentare la richiesta per il cambio denominazione, la società mantiene ufficialmente il vecchio nome. In campionato la squadra retrocede ai play-out contro il Guardavalle, nonostante il pareggio, a causa della posizione in classifica sfavorevole, venendo successivamente ripescata.
In estate è ufficiale il cambio di denominazione in U.S.D. Città di Rosarno.
Nel 2023 cambia nome in ASD Virtus Rosarno, l'anno stesso milita nel campionato di Prima Categoria arrivando seconda in classifica riuscendo ad ottenere il salto di categoria in Promozione vincendo i playoff contro il Chiaravalle.
Nella stagione 2024-2025 all'ultima giornata si sfida contro il Val Gallico sullo storico campo del Granillo, la partita finisce 0-0 e riesce ad ottenere il punto necessario per vincere il campionato di Promozione (girone B) conquistandosi un posto in Eccellenza.

## Colori e simboli

### Colori
Il colore della Rosarnese è l'amaranto. La prima maglia è totalmente amaranto mentre la seconda è quasi interamente bianca con risvolti amaranto-neri.

### Simboli ufficiali
La Rosarnese, nel corso degli ultimi anni, ha variato più volte il proprio stemma sociale mantenendo spesso la presenza del lupo come protagonista del logo. Attualmente lo stemma è formato da uno scudo bianco con la scritta nera ASD VIRTUS ROSARNO nella parte superiore, centralmente viene diviso da una banda orizzontale bicolore amaranto e nera con al suo interno sulla sinistra la lettera "V" di colore nera, al centro un pallone da calcio classico e sulla destra la lettera "R" di colore amaranto. Infine nella parte inferiore vi è un viso di un lupo stilizzato di colore nero.

## Stadio
Lo Stadio è il "Giovanni Paolo II" prima struttura in onore di papa Giovanni Paolo II dopo la morte. L'impianto sportivo ha una capienza massima di 1500 persone, il campo da gioco è in erba sintetica.

## Palmarès

### Competizioni regionali
- Eccellenza: 3

2001-2002 (gir. unico), 2003-2004 (gir. unico), 2006-2007 (gir. unico)
- Promozione: 5

1986-1987 (gir. B), 2000-2001 (gir. B), 2002-2003 (gir. B), 2005-2006 (gir. B), 2024-2025 (gir. B)
- Prima Categoria: 1

2017-2018 (girone D)
- Coppa Italia Dilettanti Calabria: 2

2003-2004, 2005-2006
- Supercoppa Calabria: 3

2001-2002, 2005-2006, 2006-2007
- Coppa Calabria: 2

1985-1986, 2004-2005

### Altri piazzamenti
- Serie D:

Terzo posto: 2009-2010 (girone I)
- Promozione:

Secondo Posto: 1978-1979, 1979-1980, 1999-2000 (girone B)
- Prima Categoria:

Secondo posto: 2022-2023 (girone C)

## Tifoseria

### Storia
I principali gruppi di matrice ultras che nel corso degli anni hanno seguito sia in casa che in trasferta la squadra amaranto sono stati le Teste Dure 98, gruppo per l'appunto nato nel 1998 e i Boys Rosarno, nato invece nel 2022. Realtà vicine anche a tematiche sociali. 
Altro gruppo organizzato è la Nuova Guardia.
Da un po' di anni a questa parte la tifoseria organizzata segue la neonata "A.S.D. Virtus Rosarno", attualmente militante in Promozione calabrese, considerata de facto erede e continuatrice della tradizione sportiva iniziata nel 1956.

### Gemellaggi e rivalità
La tifoseria organizzata rosarnese annovera diversi rapporti di amicizia, alcuni attempati con il tempo e altri rinnovati di anno in anno con scambi di visite ufficiali e non. Tra essi si ricordano quelli con le tifoserie di Vibonese, Catanzaro, Rossanese, Potenza, Mileto (favorito dalla comune amicizia di miletesi e rosarnesi con i vibonesi), Locri, Gioiese, Bagnarese, Bovalinese, Sambiase, Nissa e Trapani.
Rivalità invece con i pizzitani. Vecchie ruggini con le tifoserie di Rende, Palmese e Cosenza.